# Моэ, Жанно
Жанно́ Моэ́ (фр. Jeannot Moes; род. 11 мая 1948, Вассербиллиг, Мертерт) — люксембургский футболист, вратарь. Выступал за люксембургский клуб «Авенир» и национальную сборную.

## Карьера
В составе «Авенира» с 1967 по 1989 год провёл свыше четырёхсот матчей, рекордсмен клуба.

## Сборная
За сборную сыграл 55 матчей. Долгие годы был основным вратарём сборной.

## Достижения
- Чемпион Люксембурга (4): 1969, 1982, 1984, 1986
- Обладатель Кубка Люксембурга (3): 1983, 1984, 1987